# Фросет, Кристин
Кристин Фросет (англ. Kristine Frøseth; род. 21 сентября 1995, Нью-Джерси, США) — американская актриса.

## Биография
Фросет родилась в США, хотя её родители из Норвегии. Из-за работы её отца в детстве ей приходилось жить как в Норвегии, так и в США. Начинала свою карьеру как модель. В 2016 году снялась в клипе певца The Weeknd «False Alarm».
Проходила пробы к экранизации романа Джона Грина «В поисках Аляски», но в итоге фильм не был снят. Через несколько лет по роману был снят сериал В поисках Аляски (премьера на Hulu состоялась в октябре 2019), где актриса сыграла свою «роль мечты» — Аляску Янг.
Дебютом в кино для К.Фросет стала роль в фильме «За пропастью во ржи». В 2018 году она снялась в двух фильмах, вышедших на Netflix, «Сьерра Берджесс — неудачница» и «Апостол», а также мини-сериале «Правда о деле Гарри Квеберта».

## Фильмография
| Год  |   | Русское название             | Оригинальное название                    | Роль                   |
| ---- | - | ---------------------------- | ---------------------------------------- | ---------------------- |
| 2017 | ф | За пропастью во ржи          | Rebel in the Rye                         | Ширли                  |
| 2018 | ф | Сьерра Берджесс — неудачница | Sierra Burgess Is a Loser                | Вероника               |
| 2018 | ф | Апостол                      | Apostle                                  | Ффион                  |
| 2018 | с | Правда о деле Гарри Квеберта | The Truth About the Harry Quebert Affair | Нола                   |
| 2019 | с | Общество                     | The Society                              | Келли                  |
| 2019 | ф | Добыча                       | Prey                                     | Маделин                |
| 2019 | ф | Отлив                        | Low Tide                                 | Мэри                   |
| 2019 | ф | Ассистентка                  | The Assistant                            | Сиенна                 |
| 2019 | с | В поисках Аляски             | Looking for Alaska                       | Аляска Янг             |
| 2020 | с | Под уличными фонарями        | When the Streetlights Go On              | Крисси Монро           |
| 2021 | ф | Райские птицы                | Birds of Paradise                        | Марин                  |
| 2022 | с | Первая леди                  | The First Lady                           | Бетти Форд в молодости |
| 2022 | с | Американские истории ужасов  | American Horror Stories                  | Коби Деллум            |
| 2022 | ф | Острая палка                 | Sharp Stick                              | Сара                   |
| 2022 | ф | Как взорвать трубопровод     | How to Blow Up a Pipeline                | Роуэн                  |
| 2024 | ф | О, Канада                    | Oh, Canada                               | Алисия                 |
|      | ф | Её личный ад                 | Her Private Hell                         |                        |